# Giant Sand
I Giant Sand (rinominatisi Giant Giant Sand  solo per l'album Tucson del 2012) sono un gruppo musicale statunitense originario di Tucson, città dell'Arizona. Sono considerati antesignani del cosiddetto desert rock.
Concittadini e coevi dei Thin White Rope, nel loro stile musicale sono presenti vari generi, dal rock alternativo, al country rock, al roots rock. I loro album sono spesso molto diversi tra loro. Il nome del gruppo si rifà ai vermi giganti presenti nel film Dune (in inglese Giant sandworms).

## Storia
Fondatore e unico membro fisso del gruppo è il chitarrista e cantante Howe Gelb (originario della Pennsylvania),. Dopo una prima formazione con vita breve chiamata proprio Giant Sandworms, formata da Gelb con l'amico cantautore Rainer Ptacek  (completata da Dave Seger e Billy Sed), nel 1985 Gelb riduce il soprannome a Giant Sand reclutando Scott Gaber (basso), Tom Larkins e Chris Cacavas (tastiere, ex Green on Red). Il gruppo pubblica l'album di debutto: Valley of Rain, è alternative rock legato alla psichedelia acida californiana.
L'anno seguente in vista della pubblicazione del secondo album, Ballad of a Thin Line Man entra la chitarrista Paula Jean Brown (per breve tempo nelle Go-Go's), che diventerà in seguito moglie di Gelb.
Con il quinto album il suono del gruppo cambia, Long Stem Rant del 1989 viene registrato in soli 3 giorni in pieno deserto, con chitarre elettriche sempre più distorte e un suono decisamente lo-fi. Questo è il primo disco con il nuovo batterista John Convertino.
Dopo il successivo album elettrico Swerve del 1990 che vede la presenza di Steve Wynn, subentra il bassista Joey Burns per la pubblicazione di Ramp del 1991. Howe Gelb nel frattempo pubblica il primo album da solista.
Nel 1992 Center Of Universe rappresenta un nuovo cambiamento per il gruppo, dominato dalla sperimentazione noise. Dopo altri 2 album nel 1994 Purge & Slouch e Glum, il gruppo subisce una scissione importante, John Convertino e Joey Burns abbandonano il progetto per formare i Calexico.
È un periodo di transizione che porta sia Gelb che Burns e Convertino a partecipare al progetto sperimentale OP8 con Lisa Germano per la realizzazione dell'album Slush.
I dischi successivi, quello solista di Gelb e Chore of Enchantment (2000) sono dominati dalla tristezza e dal lutto per la scomparsa di un amico personale di Gelb.
Negli anni duemila il gruppo continua con la pubblicazione di album più tradizionali e vede l'entrata di 3 musicisti di origine danese.
Nel 2012 il gruppo pubblica un nuovo album, Tucson in una formazione più allargata che per l'occasione viene ribattezzata Giant Giant Sand.

## Membri attuali
- Howe Gelb
- Thøger T. Lund
- Anders Pedersen
- Peter Dombernowsky

## Discografia[4]

### Album
- Valley of Rain (1985)
- Ballad of a Thin Line Man (1986)
- Storm (1987)
- The Love Songs (1988)
- Long Stem Rant (1989)
- Swerve (1990)
- Ramp (1991)
- Center of the Universe (1992)
- Stromausfall (1993)
- Purge & Slouch (1994)
- Glum (1994)
- Goods and Services (1995)
- Backyard Barbecue Broadcast (1995)
- Build Your Own Night It's Easy (1997)
- Chore of Enchantment (2000)
- Cover Magazine (2002)
- Chinese Democrazy (2003)
- Is All Over the Map (2004)
- Provisions (2008)
- Provisional Supplement (2008)
- Blurry Blue Mountain (2010)
- Tucson (2012) (a nome Giant Giant Sand)
- Return to Tucson (2013)
- Beyond the Valley of Rain (2015)
- Heartbreak Pass (2015)
- Provisions (2017)

### Raccolte
- Giant Sandwich (1989)
- Giant Songs: The Best of Giant Sand (1989)
- Giant Songs Vol. 2 -- The Best Of Giant Sand (1994)
- Goods And Services (1995)
- Selections Circa 1990-2000 (2001)

### Bootleg Ufficiali
- The Rock Opera Years (2000)
- Unsungglum (2001)
- Infiltration of Dreams (2003) (allegato al magazine Mucchio Extra)
- Too Many Spare Parts in the Yard Too Close at Hand (2003)